# Yerko González
Yerko González Santis (Rancagua, Región del Libertador Bernardo O'Higgins, Chile, 20 de agosto de 2001) es un futbolista chileno que juega como volante actualmente en Unión San Felipe de la Primera B de Chile.

## Trayectoria
Yerko González nació en Rancagua se crio en la Población Irene Frei de dicha comuna, desde que nació su infancia fue complicada ya que sufría de desnutrición, llegó con 12 años a las divisiones inferiores de O'Higgins pasando por todas las categorías del club rancagüino. En el año 2017 viajó a Irlanda del Norte a disputar la Copa Milk donde fue una de las figuras del equipo en aquel torneo.
En el año 2019 el técnico Marco Antonio Figueroa lo sube al primer equipo del club celeste, el estratega decía que venía bien preparado en fútbol, y que incluso estaba pensando que debutara en dos años más, sin embargo al ver las habilidades y condiciones que tenía lo hace debutar a los 18 años en Primera División en un partido válido por la decimotercera fecha del Campeonato AFP PlanVital contra Everton de Viña del Mar disputado en el Estadio El Teniente, ingresando en el minuto 90' por Ramón Fernández con resultado de 2-1 a favor de los de Rancagua.

## Estadísticas
| Club                     | Div.       | Temporada  | Liga  | Liga  | Copas nacionales | Copas nacionales | Torneos internacionales | Torneos internacionales | Total | Total |
| Club                     | Div.       | Temporada  | Part. | Goles | Part.            | Goles            | Part.                   | Goles                   | Part. | Goles |
| ------------------------ | ---------- | ---------- | ----- | ----- | ---------------- | ---------------- | ----------------------- | ----------------------- | ----- | ----- |
| O'Higgins · Chile        | 1.ª        | 2019       | 2     | 0     | 4                | 0                | —                       | —                       | 6     | 0     |
| O'Higgins · Chile        | Total club | Total club | 2     | 0     | 4                | 0                | 0                       | 0                       | 6     | 0     |
| Louletano Portugal       | 4.ª        | 2020-21    | 6     | 0     | —                | —                | —                       | —                       | 6     | 0     |
| Louletano Portugal       | Total club | Total club | 6     | 0     | 0                | 0                | 0                       | 0                       | 6     | 0     |
| Unión San Felipe · Chile | 1.ª        | 2021       | 10    | 1     | —                | —                | —                       | —                       | 10    | 1     |
| Unión San Felipe · Chile | 1.ª        | 2022       | 22    | 3     | 3                | 0                | —                       | —                       | 25    | 3     |
| Unión San Felipe · Chile | Total club | Total club | 32    | 4     | 3                | 0                | 0                       | 0                       | 35    | 4     |
| Total club               | Total club | Total club | 40    | 4     | 7                | 0                | 0                       | 0                       | 47    | 4     |
| 1. 2. 3.                 |            |            |       |       |                  |                  |                         |                         |       |       |